# Sugomel
Sugomel – rodzaj ptaków z rodziny miodojadów (Meliphagidae).

## Zasięg występowania
Rodzaj obejmuje gatunki występujące w Australii i na Małych Wyspach Sundajskich.

## Morfologia
Długość ciała 10–14,5 cm; masa ciała samców 9,5–11 g, samic 8,5–12 g.

## Systematyka

### Etymologia
Sugomel: gr. συγ- sug- „razem, pokrewny”, od συγγινομαι sunginomai „powiązać”; rodzaj Myzomela Vigors & Horsfield, 1827 (miodówka) (por. łac. sugere „ssać”; mel „miód”).

### Podział systematyczny
Do rodzaju należą następujące gatunki:
- Sugomel lombokium (Mathews, 1926) – oliwomiodzik
- Sugomel nigrum (Gould, 1838) – czarnomiodzik